# ساري قية (هشترود)
ساري قية هي قرية في مقاطعة هشترود، إيران. عدد سكان هذه القرية هو 518 في سنة 2006.